# Sid Sheinberg
Sidney "Sid" Jay Sheinberg (Corpus Christi, 14 de janeiro de 1935 – Beverly Hills, 7 de março de 2019) foi um executivo do entretenimento norte-americano. 
Formado em direito pela Columbia Law School, mudou-se para a Califórnia em 1958, dando aulas na UCLA School of Law. No ano seguinte, passou a trabalhar na Revue Productions (antiga subsidiária da MCA Inc.), mais tarde adquirida pela Universal Television.
Conheceu o diretor Steven Spielberg quando ainda era jovem no final da década de 60, oferecendo-lhe um contrato de sete anos pela MCA Inc., além de mentorar sua carreira nos anos seguintes.
Em junho de 1973, Sheinberg foi eleito Presidente e Chefe de Operações da MCA, Inc. Na época, ele tinha 38 anos. Durante sua presidência, a Universal Pictures, uma divisão da MCA, Inc., lançou os filmes que mais faturaram em cada uma das três décadas passadas, começando com Jaws em 1975, seguindo com E.T. the Extra-Terrestrial em 1982 e concluindo com Jurassic Park em 1993. Sheinberg também esteve envolvido na produção de De Volta para o Futuro (1985) e A Lista de Schindler (1993).
Após a aquisição da Universal Studios pela Seagram Company Ltd. em 1995, ele deixou a empresa e fundou, junto com seus filhos Jon e Bill, uma produtora cinematográfica independente, The Bubble Factory.
Faleceu em 7 de março de 2019 aos 84 anos de idade após anos afligido pela Doença de Parkinson. Era casado com a atriz Lorraine Gary.